# Janice (okres Rimavská Sobota)
Janice (maď. Jéne) je obec na Slovensku v okrese Rimavská Sobota. Žije zde 296 obyvatel. První zmínka je z roku 1216, původní vesnice však vyhořela v 16. století a později byla znovu založena na nynějším místě. Sestává ze dvou částí, Čikovo (Czikóháza) a Janice. V letech 1938 až 1945 byla ves zabrána Maďarskem.